# John Conley
John Conley (* 1. Oktober 1989 in Orlando, Florida) ist ein US-amerikanischer Schiedsrichter im Basketball, der seit dem Jahr 2019 in der NBA tätig ist. Er trägt die Uniform mit der Nummer 79.

## Karriere

### College-Basketball
Vor dem Einstieg in die NBA arbeitete er für zehn Jahre als College-Basketballschiedsrichter in der Sunshine State Conference, Sun Conference, Suncoast Conference, Mid-Florida Conference und Southern Conference.

### National Basketball Association
Conley begann im Jahr 2019 seine NBA-Schiedsrichterlaufbahn beim Spiel der Detroit Pistons gegen die Indiana Pacers.
Zuvor war er sieben Jahre als Schiedsrichter in der NBA G-League tätig.